# Bhojpur (Népal)
Pour les articles homonymes, voir Bhojpur.
Bhojpur (népalais : भोजपुर), ou Bhojpur bazar, est une ville de l'est du Népal, et le chef-lieu du district de Bhojpur, un district fait de collines et de montagnes dans la zone de Koshi. Au recensement de 2001, la ville comptait 7 446 habitants. Bhojpur abrite de nombreux artisans Newar, et est célèbre pour sa métallurgie, en particulier les couteaux khukuri. Les autres grandes villes du district sont Dingla au nord, Ghoretar au sud, et Taksar près de l'aéroport, d'où les vols se connectent à Biratnagar et Katmandou. Une route est actuellement en construction pour relier Bhojpur à Hile, Dhankuta, Dharan, et l'autoroute Koshi Highway d'axe nord-sud.
Historiquement, Bhojpur fait partie du Majh kiranti, le centre du Kirat, autrefois appelé "est numéro 4". Le Moyen-Kirat se compose principalement des districts de Khotang et Bhojpur, zone de peuplement traditionnelle des Kirat Rai, un groupe ethnique autochtone du Népal. En plus des Rai, d'autres groupes ethniques peuplent cette région, dont notamment les Magars, Gurungs, et Tamangs, ainsi que les castes comme Chhetris, Bahuns, et les Dalits.
Bhojpur fut le site d'un incident majeur impliquant des rebelles maoïstes népalais et les forces de sécurité nationales, le 3 mars 2004. Des forces maoïstes estimées à 1 500 hommes ont attaqué les camps des forces de sécurité au siège de district. Cet incident fut le plus grave depuis le cessez-le-feu du 24 août 2003. 32 personnes faisant partie du personnel de sécurité ont été tuées (armée et police), ainsi que 42 rebelles maoïstes. La tour du téléphone et les bâtiments administratifs du district ont été complètement détruits, tandis que les bâtiments du District Land Revenue Office, la Rashtriya Banijya Bank et certaines maisons privées ont été partiellement détruits.
Les tensions entre les maoïstes et les forces de sécurité ont débuté en février 2001, lorsque le siège de Bhojpur VDC a été détruit. Le 26 janvier 2002, le Front de libération Khumbuwan (KLF), détruisit le micro-projet hydroélectrique de 250 kilowatts construit par les Chinois sur la rivière Pikhuwa. Le 18 avril 2002, un groupe de 50 à 60 rebelles a détruit la tour de l'aéroport. Plusieurs petits accrochages se sont également produits dans les régions du nord du district, qui ont mené à l'affrontement meurtrier de mars 2004.
C'est le lieu de naissance de la présidente népalaise, Bidya Devi Bhandari.